# Epiphragma nigripleuralis
Epiphragma nigripleuralis är en tvåvingeart som beskrevs av Alexander 1945. Epiphragma nigripleuralis ingår i släktet Epiphragma och familjen småharkrankar. Inga underarter finns listade i Catalogue of Life.